# Ковальова Євдокія Юхимівна
Євдокі́я Юхи́мівна Ковальо́ва (4 (17) березня 1902 , Гришине, Бахмутський повіт, Катеринославська губернія, Російська імперія  — 19 липня 1980 , Добропілля, Донецька область ) — українська радянська діячка, ланкова колгоспу імені Леніна Красноармійського району, голова виконкому Ленінської сільської ради Добропільського району Сталінської області. Депутат Верховної Ради УРСР 1–2-го скликань (1938–1951).

## Біографія
Народилася 4 (17) березня 1902 року в селянській родині в селі Гришине, тепер Покровського району Донецької області. Закінчила три класи сільської школи. Трудову діяльність розпочала 1918 року в сільському господарстві. Зі створенням 1929 року в селі Гришине  колгоспу працювала в ньому рядовою колгоспницею, а потім ланковою. Працюючи ланковою колгоспу імені Леніна, Ковальова досягнула вагомих здобутків у сільському господарстві.
1938 року обрана депутатом Верховної Ради УРСР першого скликання по Добропільській виборчій окрузі № 25 Сталінської області.
У січні 1939 — жовтні 1941 року — голова виконавчого комітету Ленінської сільської ради Добропільського району Сталінської області.
Член ВКП(б) з 1939 року.
Під час німецько-радянської війни була евакуйована в Казахську РСР, де працювала завідувачем дитячих ясел та головою виконавчого комітету Бурундайської сільської ради Алма-Атинського сільського району Алма-Атинської області. У 1943 році повернулася в Сталінську область УРСР.
З 1 січня 1944 року — голова виконавчого комітету Ленінської сільської ради (села Леніна) Добропільського району Сталінської області, з 20 лютого 1945 року — голова колгоспу імені Леніна села Леніна Добропільського району.
На січень 1947 року — голова виконавчого комітету Ленінської сільської ради Добропільського району Сталінської області. 1947 року обрана депутатом Верховної Ради УРСР другого скликання.